# جون فرنسيس (لاعب كريكت)
جون فرنسيس (13 نوفمبر 1980 في المملكة المتحدة - ) (بالإنجليزية: John Francis)‏ هو لاعب كريكت بريطاني. لعب مع نادي مقاطعة هامبشاير للكريكت ‏ ونادي مقاطعة سومرست للكريكت ‏ وLoughborough MCC University ‏.

## وصلات خارجية
- جون فرنسيس على موقع إي آس بي آن كريك إنفو (الإنجليزية)